# Martxelo Otamendi
Martxelo Otamendi Egiguren (Tolosa, Guipúzcoa, 9 de diciembre de 1957) es un periodista español, director del periódico Euskaldunon Egunkaria desde 1993 y hasta el momento de su cierre por orden judicial en 2003. Es el actual director del diario Berria.

## Trayectoria periodística
En 1984 se inició en el periodismo colaborando en una sección en el suplemento en euskera Egun on del diario Egin, bajo el seudónimo Frankie Tai. A partir de 1987 comenzó a trabajar para la Euskal Telebista (ETB), en la que dirigió el programa Txoria dut maite, después el programa semanal Aste ero y presentó también el programa Babel. Hasta ese momento intercaló su labor en el mundo periodístico con la educación, trabajando en el euskaltegi de Tolosa. Desde 1991, y durante año y medio, dirigió el programa de sobremesa Egonean giro de la ETB.
En junio de 1993, Joan Mari Torrealdai se puso en contacto con Martxelo Otamendi para ofrecerle la dirección del diario Euskaldunon Egunkaria, creado en 1990 y siendo el único publicado íntegramente en euskera. Durante casi 10 años ejerció como director de dicho periódico, aumentando la difusión y el número de trabajadores. Según el propio Martxelo Otamendi, Euskaldunon Egunkaria era una "publicación identitaria".
A partir de junio de 2003 asumió la dirección del diario Berria.
En 2005 Martxelo Otamendi fue propuesto por Esquerra Republicana de Catalunya, el Partido Nacionalista Vasco y el grupo mixto del Congreso de los Diputados como experto para participar en la discusión del Estatuto del Periodista Profesional dentro de la Comisión Constitucional. El Partido Popular se opuso a la posible comparecencia de Otamendi. Manuel Marín y Carme Chacón, presidente y vicepresidenta del Congreso de los Diputados y ambos del PSOE, se enfrentaron dentro de la mesa del Congreso que debía pronunciarse acerca de la comparecencia de Otamendi. Finalmente la mesa de la Comisión Constitucional, presidida por Alfonso Guerra, excluyó a Otamendi como experto.

### Cierre de Euskaldunon Egunkaria y juicio
En febrero de 2003, el diario Euskaldunon Egunkaria fue cerrado y todos sus bienes embargados preventivamente por orden judicial de Juan del Olmo, juez instructor de la Audiencia Nacional. Se acusaba a Euskaldunon Egunkaria de formar parte de un conglomerado empresarial controlado por ETA. Durante la operación que significó el cierre del diario, primero temporal y luego definitivo, fueron detenidas 10 personas vinculadas a Egunkaria, entre ellas Martxelo Otamendi, que fue acusado de integración en organización terrorista.
En abril de 2010, las cinco personas que permanecían imputadas en el denominado "caso Egunkaria", entre ellas Martxelo Otamendi, fueron absueltas por la Audiencia Nacional. La fiscalía no llegó a presentar acusación contra los imputados al entender que no se podía acreditar su vinculación con banda terrorista, pidiendo la libre absolución de los mismos en sus conclusiones definitivas. Como acusación estaban personadas la Asociación de Víctimas del Terrorismo y la asociación Dignidad y Justicia que pedían hasta 14 años de cárcel. En la sentencia, la sala de lo penal de la Audiencia Nacional (presidida por Javier Gómez Bermúdez) consideró que no constaba el desvío de fondos desde Egunkaria a ETA y que los editoriales del periódico no defendían postulados de ETA sin que existiera tampoco relación entre los procesados y la banda terrorista. Consideró además que el cierre temporal del diario como medida cautelar era de "difícil encaje" en el ordenamiento judicial español y no existía "habilitación constitucional directa" para poder hacerlo.

## Acusación de torturas durante su detención

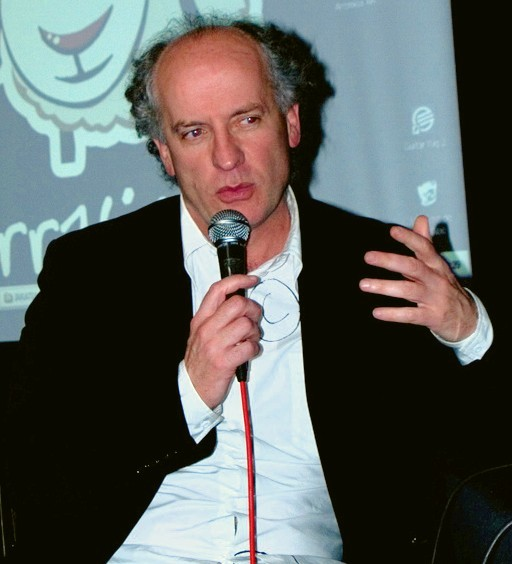
Otamendi en 2007.

Otamendi, en aplicación de la legislación antiterrorista, permaneció cinco días detenido e incomunicado en dependencias de la Guardia Civil en el cuartel de Intxaurrondo antes de ser puesto a disposición judicial. Una vez en libertad denunció haber sido víctima, al igual que otros de los detenidos, de diversos tipos de tortura y trato vejatorio: golpes en los testículos, humillación mientras era obligado a permanecer desnudo, insultos y amenazas de muerte, privación del sueño, asfixia mediante una bolsa y simulación de su ejecución. Según Otamendi, el principal objetivo de esas supuestas torturas era obtener información relacionada con las entrevistas realizadas a etarras entre 1999 y 2001 y publicadas en Euskaldunon Egunkaria pero que no formaban parte de los delitos imputados. Otamendi puso en conocimiento estos hechos al juez instructor del caso, Juan del Olmo, quien se negó a investigar. El juzgado de instrucción número 5 de Madrid investigó el caso, pero tras tomar declaración al médico forense la causa fue finalmente archivada en 2004.
Las denuncias de torturas llevaron al Ministerio del Interior a querellarse contra Otamendi y otros directivos de Egunkaria en marzo de 2003 por denuncias falsas, calumnia e injurias. Ángel Acebes, entonces Ministro del Interior, afirmó además que la práctica de denunciar torturas formaba parte de una estrategia recomendada por ETA a todos los detenidos de la organización, acusación que incorporó a la denuncia como un posible delito de colaboración con banda armada. Admitida a trámite inicialmente,  la causa fue posteriormente archivada por la Audiencia Nacional en diciembre de 2003 al no haberse probado que las torturas no existieron.
En 2008 Otamendi presentó una denuncia ante el Tribunal Europeo de Derechos Humanos (TEDH) después de agotar el recurso ante el Tribunal Constitucional. El octubre de 2012, el TEDH condenó al Estado español al pago de 24.000 euros a Martxelo Otamendi por no haber investigado de manera efectiva la denuncia de torturas, 20.000 euros como indemnización por daños morales y 4000 por gastos judiciales. Según el TEDH, la Audiencia Nacional permaneció "pasiva" ante la denuncia de torturas y las investigaciones del juzgado de instrucción número 5 de Madrid "no fueron lo suficientemente profundas y efectivas".
En febrero de 2013 participó en un homenaje a las víctimas de la tortura organizado por la Diputación de Guipúzcoa.